# Valkaisor
Valkaisor (szerbül Стеријино / Sterijino) falu Szerbiában, a Vajdaságban, az Észak-bánsági körzetben.

## Fekvése
Adától pár km-re nyugatra fekszik, közigazgatásilag Ada községhez tartozik.

## Története
Valkaisor helyén a 19. század elején még csak néhány tanyából álló puszta volt, amely a 20. század elejére iskolákkal is rendelkező tanyaközpont lett. A falu területe az Engelmann birtokokhoz tartozott. 
A falu mai Valkaisor nevét az I. világháború után a Valkai családról kapta. A falut ma is több tanyacsoport veszi körül. 
Lakossága földműveléssel és állattenyésztéssel foglalkozik, néhányan Adán, vagy a környező mezőgazdasági birtokon dolgoznak.

## Népesség
| 1948 | 1953 | 1961 | 1971 | 1981 | 1991 | 2002 | 2011 |
| ---- | ---- | ---- | ---- | ---- | ---- | ---- | ---- |
| 75   | 75   | 251  | 206  | 434  | 305  | 234  | 181  |

## Külső hivatkozások
- Valkaisor - A Vajdaság települései és címerei Archiválva 2009. július 1-i dátummal a Wayback Machine-ben